# تايشي تسي
تايشي تسي (166-206)  كان جنرال عسكري في أواخر عهد الهان من تاريخ الصين,خدم العديد من القادة منهم كونغ رونغ وليو ياو وسون تسي.